# Dibang
Dibang es una comuna camerunesa perteneciente al departamento de Nyong-et-Kéllé de la región del Centro.
En 2005 tiene 9063 habitantes, de los que 1225 viven en la capital comunal homónima.
Se ubica en el límite con la región del Litoral, unos 100 km al oeste de la capital nacional Yaundé. Su territorio está delimitado al norte por el río Sanaga.

## Localidades
Comprende, además de Dibang, las siguientes localidades:
- Bamo
- Beda
- Bibaya
- Boga
- Bomb
- Dikonop I
- Dikonop II
- Dingombi
- Doupe
- Ham
- Lissegue
- Maboye
- Mahole
- Makek Mandjab
- Mapobi
- Matol
- Mbanda
- Mom
- Ndongo
- Ngodi Lom
- Ngodi Si
- Ngognwas
- Pes Lipan
- Sililaye
- Sombo
- Song Ngos
- Song-Nlend
- Tamalong